# Atfih
Atfih är en ort i Egypten.   Den ligger i guvernementet Giza, i den centrala delen av landet, 70 km söder om huvudstaden Kairo. Atfih ligger 31 meter över havet och antalet invånare är 106 300.
Terrängen runt Aţfīḩ är platt, och sluttar västerut. Runt Aţfīḩ är det ganska tätbefolkat, med 96 invånare per kvadratkilometer. Aţfīḩ är det största samhället i trakten. Trakten runt Aţfīḩ är ofruktbar med lite eller ingen växtlighet.